# Listă de psihiatri români
Aceasta este o listă de psihiatri români:
- Cristian Andrei [1][2][3][4][5][6]
- Leon Ballif
- Bogdan Bordeianu [7]
- Petre Brânzei
- Octavian Brumaru [8]
- Augustin Buzura
- Virgil Enătescu [9]
- Radu Mihăilescu [10]
- Edouard Pamfil
- Constantin Romanescu [11]
- Aurel Romilă [12][13]
- Adela Sălceanu [14]
- Alexandru A. Suțu
- Florin Tudose
- Nicolae Vaschide
- Nicolae Vlad [15][16]

## Psihoterapeuți
- Petruța Gheorghe [17]

## Psihiatria în România
Profesorul doctor Aurel Romilă este autorul volumului Psihiatria, considerat de specialiștii în domeniu „cea mai importantă sinteză de psihiatrie făcută vreodată la noi în țară”.